# Henry Moret
Henry Moret (Cherbourg, 12 dicembre 1856 – Parigi, 5 maggio 1913) è stato un pittore francese.
Di impostazione impressionista, virò stilisticamente verso il simbolismo. Fu uno dei più interessanti artisti che, sotto la guida di Paul Gauguin, costituirono la Scuola di Pont-Aven.

## Biografia
Era figlio di Louise Moret e di padre ignoto.
Si conosce assai poco della vita di Henry Moret sin quando fu arruolato nell'esercito nel 1875. Prestò servizio a Lorient, in Bretagna, e il suo comandante, Jules La Villette, fu il primo a notare il suo talento artistico. Finito il periodo di leva, costui lo presentò a Ernest Corroller, un insegnante di disegno e pittore di marine. Corroller insegnò al giovane Moret l'arte della pittura paesaggistica, prendendo come riferimento Corot e Courbet. Gli permise così di essere ammesso alla Scuola di Belle arti di Parigi nel 1876, dove Moret poté studiare sotto la guida di Henri Lehmann, Jean-Léon Gérôme e, dal 1880, di Jean-Paul Laurens.
Moret espose per la prima volta al Salon di Parigi nel 1880, presentando il quadro "La plage de Locqueltas à marée basse. Côte de Bretagne". Infatti, durante il servizio militare, Moret aveva scoperto le coste meridionali della Bretagna e ne era rimasto colpito. Per questo dipinse soprattutto paesaggi bretoni, con alcune esperienze in Normandia e nei Paesi Bassi.

Nel 1888 giunse a Pont-Aven, attirato dalla presenza degli artisti che la frequentavano. Conobbe Paul Gauguin e si integrò facilmente nel gruppo di impressionisti di varie tendenze che lo seguivano, divenendo uno dei più interessanti artisti della Scuola di Pont-Aven. La sua pittura evolvette presto in direzione del simbolismo.
Quando Gauguin lasciò Pont-Aven nel 1891, Moret cominciò a sviluppare uno stile suo proprio. Nel 1895 strinse utili relazioni con Paul Durand-Ruel che manteneva un buon numero di gallerie a Parigi, a Londra e a New York e che era un appassionato della pittura impressionista. In questo modo Moret poté realizzare oltre 600 opere, molte delle quali esposte a Parigi e a New York. Ciò gli procurò una vasta clientela e una non trascurabile notorietà. Espose anche sette dei suoi quadri a soggetto bretone al Salon degli indipendenti.

Negli anni attorno al 1909 realizzò i suoi effetti di luce, le sue albe e le sue tempeste anche con la tecnica dell'acquarello e del disegno, sino a produrne circa 800.
Henry Moret morì a 57 anni a Parigi.

## Galleria d'immagini

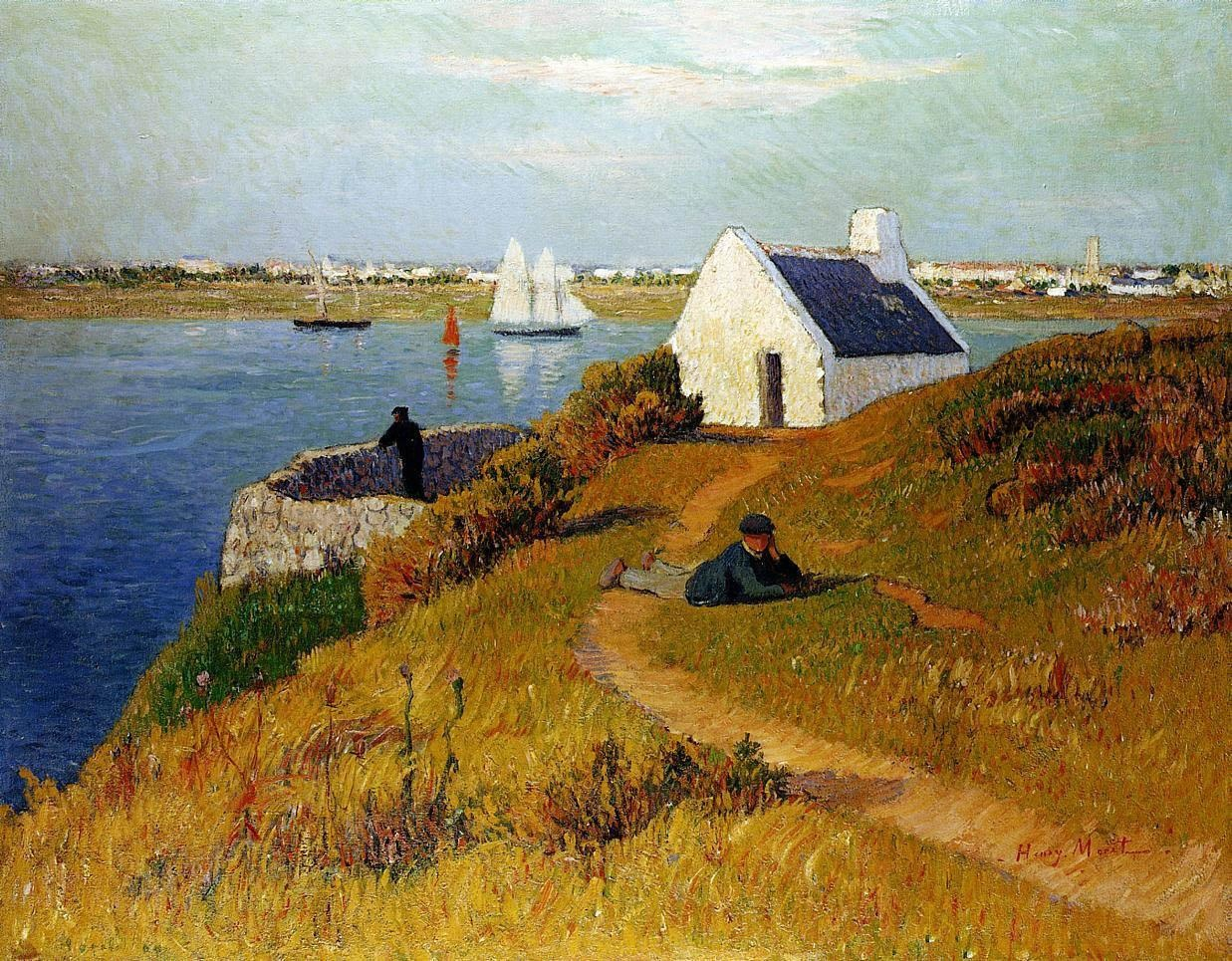
La rada di Lorient
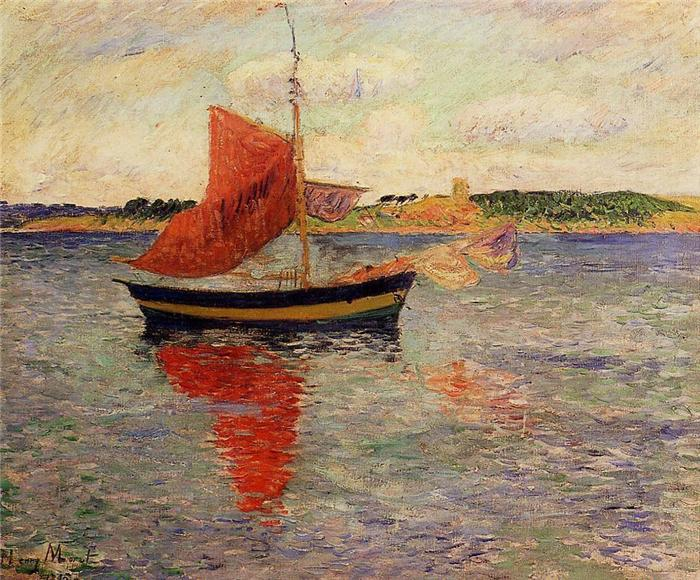
Uscita in mare
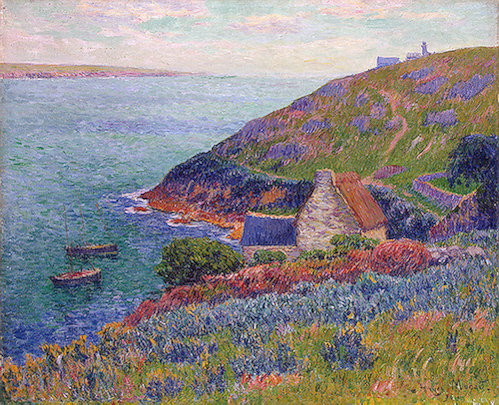
Port Manech
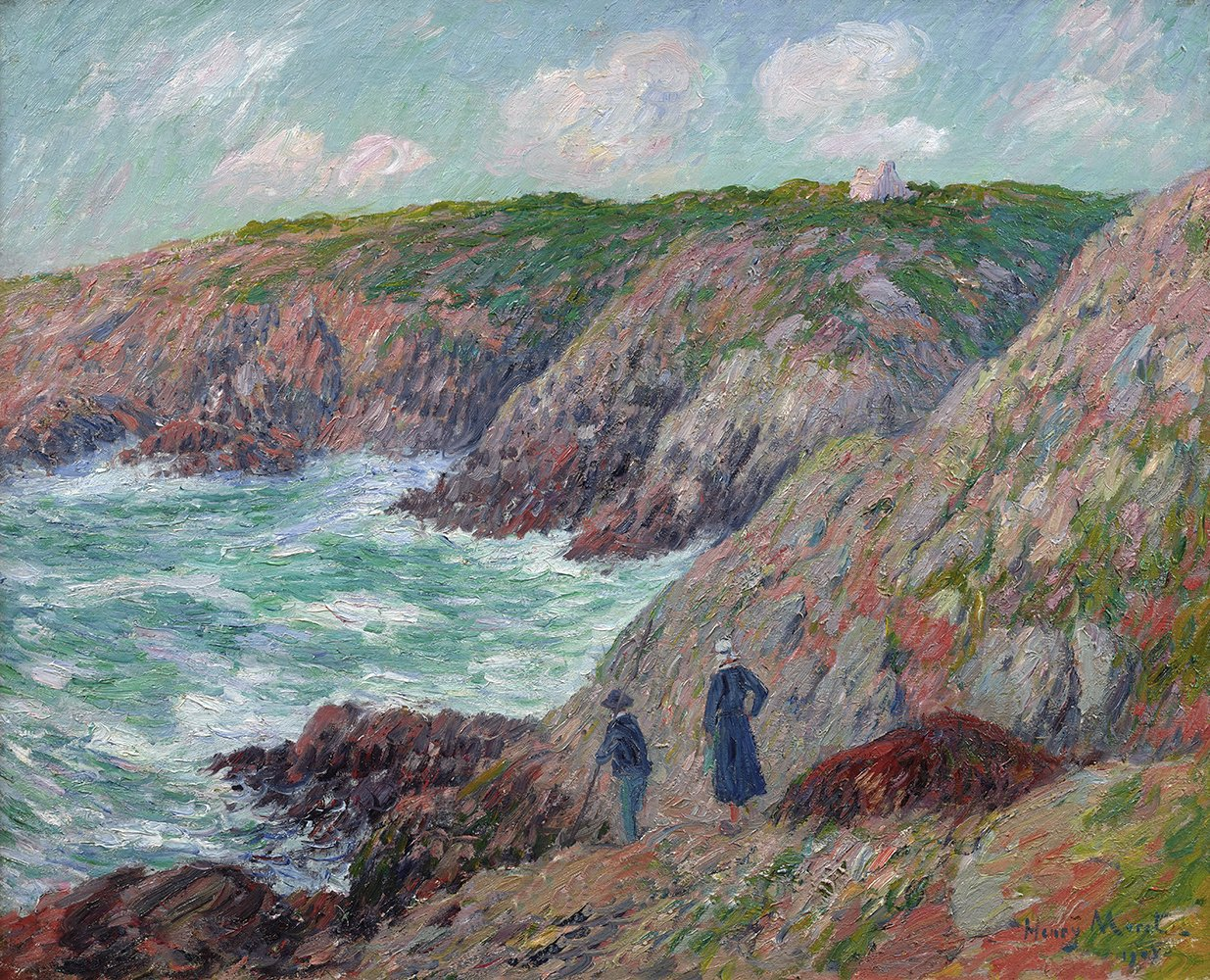
Le scogliere di Moellan

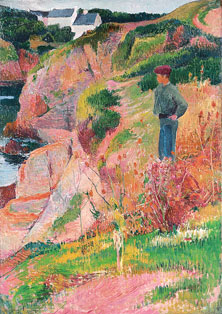
Le falesie della Bretagna
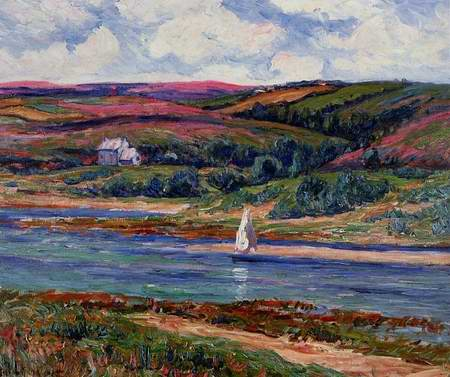
Il fiume a Belon
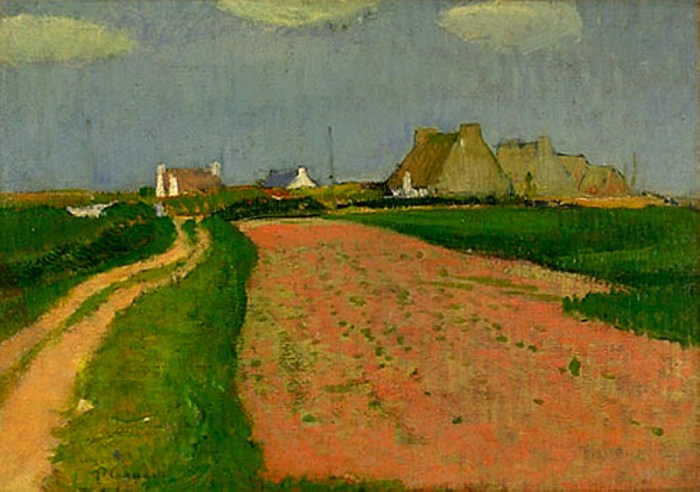
Paesaggio bretone
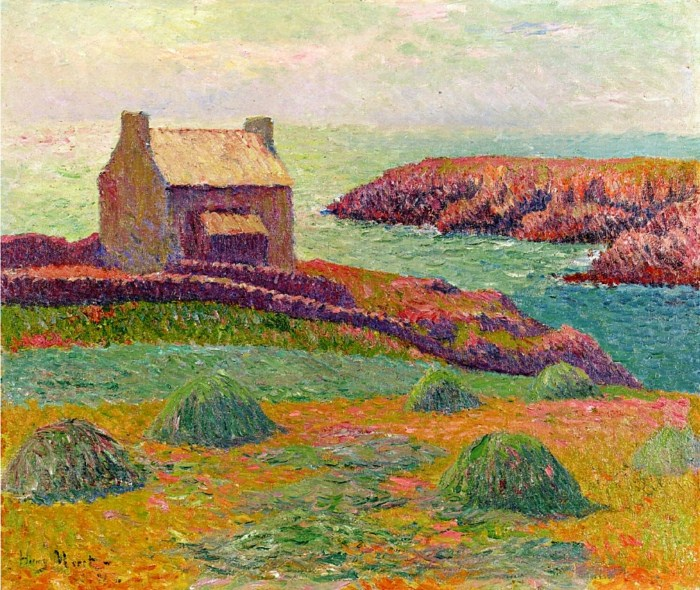
Casa sulla collina

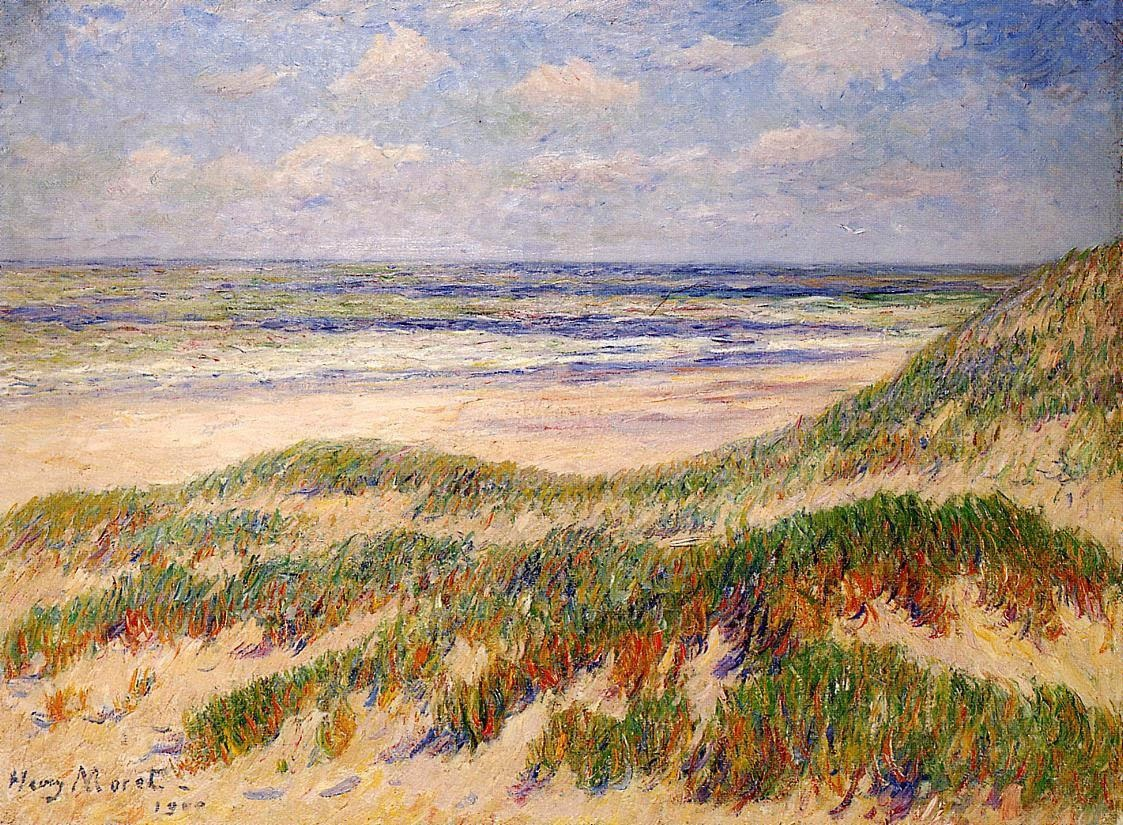
Dune
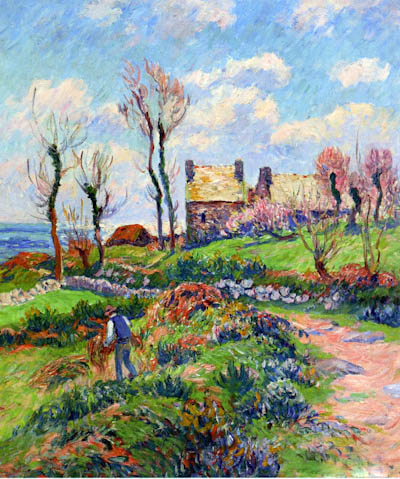
Presso Audierne
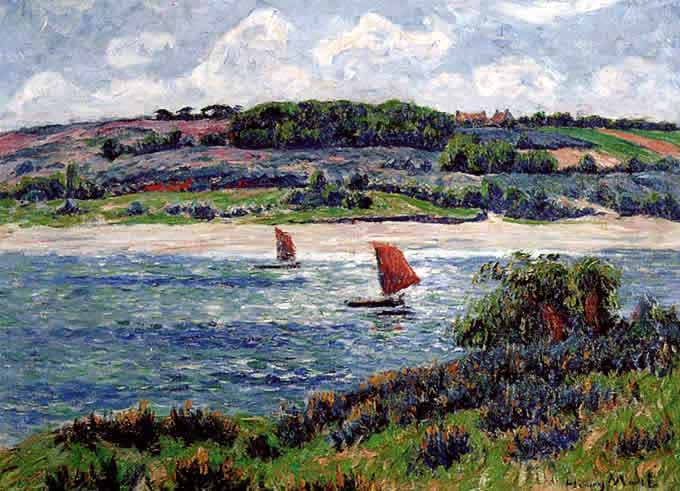
Il fiume a Cherbourg

## Voci correlate

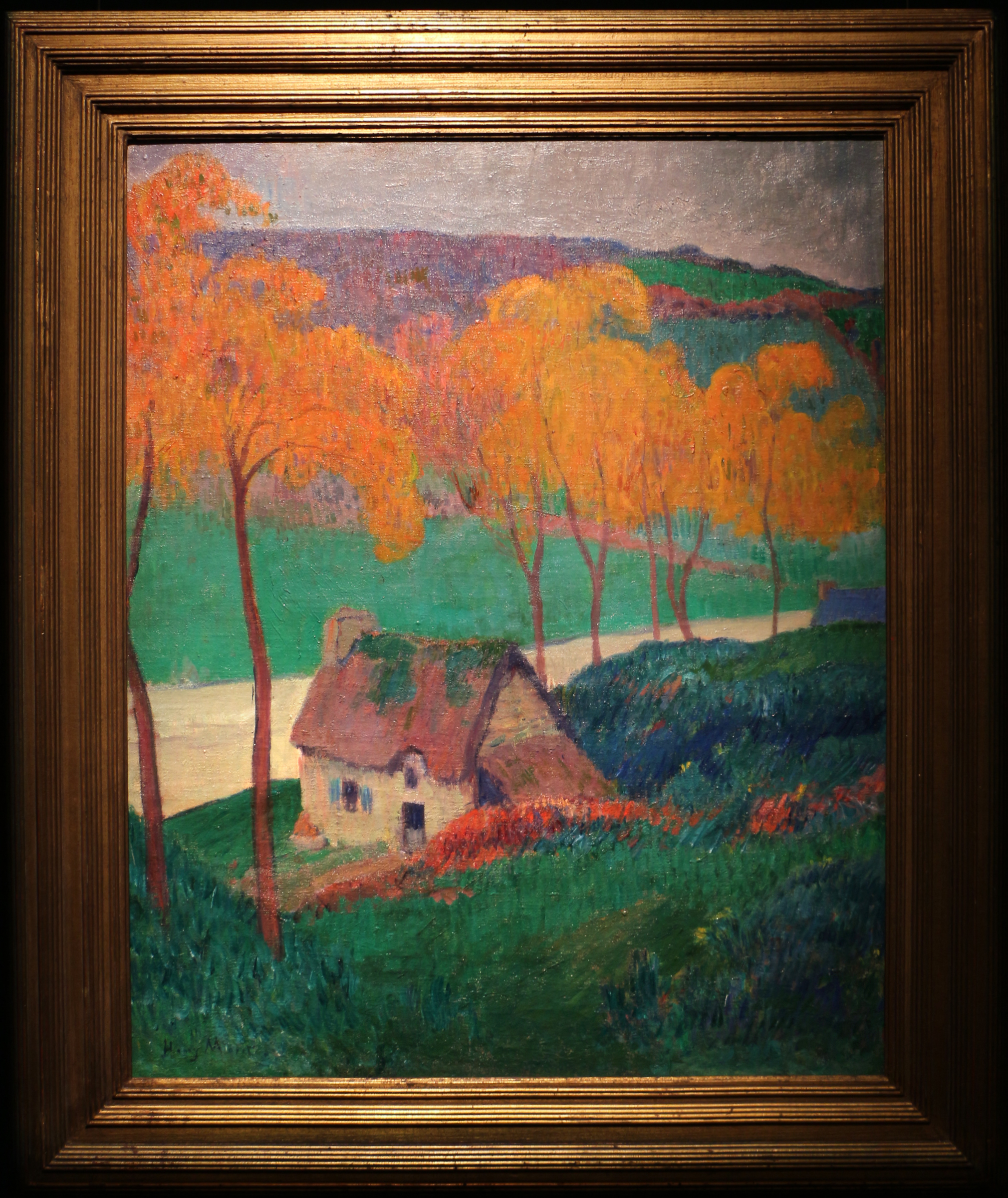
Cottage di paglia in Bretagna